# Lacanobia albomaculata
Lacanobia albomaculata är en fjärilsart som beskrevs av Barend J. Lempke 1940. Lacanobia albomaculata ingår i släktet Lacanobia och familjen nattflyn. Inga underarter finns listade i Catalogue of Life.